# Юрий Кончакович
Ю́рий Конча́кович (? — 1223) — половецкий хан, правнук хана Шарукана и сын хана Кончака, одного из героев «Слово о полку Игореве», тесть князя Ярослава Всеволодовича.

## Биография
Происходил из рода хана Шарукана, откуда происходили его дед хан Атрак и отец хан Кончак и ряд известных половецких ханов. Крестившись получил имя Юрий.
В 1205 году его дочь была выдана за Ярослава, сына Всеволода Большое Гнездо, у пары не было детей, а сама его дочь умерла бездетной.
Разбит в противостоянии монгольскому корпусу под руководством Джэбэ и Субэдэя в 1223 году, в связи с чем упомянут русской летописью как наисильнейший хан; был убит монголами в ходе преследования бежавшей орды к Днепру.